# Afrotrichloris
Afrotrichloris es un género de plantas de la familia Poaceae. Es originario de Somalia. Comprende 2  especies descritas y  aceptadas.

## Taxonomía
El género fue descrito por Nicholas Edward Brown y publicado en Journal of Botany, British and Foreign 66: 141. 1928. La especie tipo es: Afrotrichloris martinii Chiov
Etimología
Afrotrichloris: nombre genérico que deriva de las palabras griegas: "afro" = África y Trichloris, refiriéndose alTrichloris de África.

## Especies aceptadas
A continuación se brinda un listado de las especies del género Afrotrichloris aceptadas hasta abril de 2015, ordenadas alfabéticamente. Para cada una se indica el nombre binomial seguido del autor, abreviado según las convenciones y usos.	
- Afrotrichloris hyaloptera Clayton
- Afrotrichloris martinii Chiov